# Coruja-anã
Mocho-pigmeu-serrano, mochinho-serrano ou coruja-anã (Glaucidium gnoma) é uma espécie de ave da família Strigidae. Pode ser encontrada em Honduras, Guatemala, México, Estados Unidos e Canadá.